# Strešica
Stréšica (ˆ) je diakritično znamenje, ki v slovenščini označuje dolga široka samoglasnika e in o: peta [pêta], gora [gôra]. Poleg strešice poznamo v slovenščini tudi kljukico, tj. ločevalno znamenje na črkah č, š in ž, ki označuje šumevce. V preteklosti je bila raba neustaljena, Pravopis 8.0 pa uvaja natančno razlikovanje; ˆ je strešica, medtem ko je kljukica znamenje ˇ, ki se uporablja za označevanje šumevcev.